# Lupcina
Lupcina (ukr. Лупчин, Łupczyn) – wieś w Rumunii, w okręgu Suczawa, w gminie Ulma. W 2011 roku liczyła 654 mieszkańców. 